# Mosler

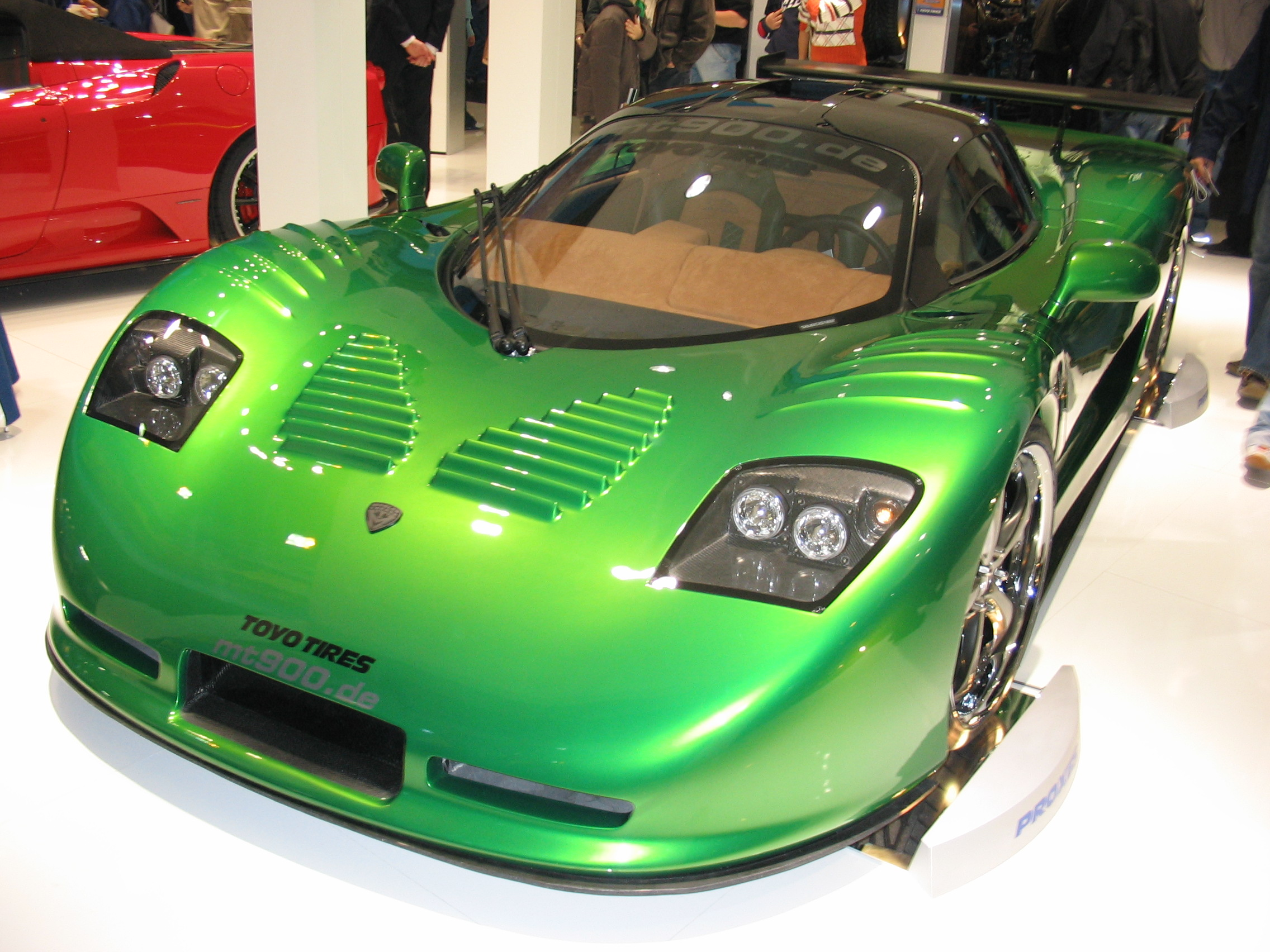
Mosler MT900

Mosler è stata un'azienda di automobili sportive di segmento supercar con sede a Riviera Beach (Florida), USA e St Ives, Cambridgeshire, Regno Unito. 

## Storia
È stata fondata dall'economista e gestore di hedge fund Warren Mosler nel 1985. Fino alla chiusura avvenuta nel 2013, ha prodotta l'automobile da corsa MT900R e la sua versione da strada MT900S.
Nel 2009 era stata annunciata la commercializzazione in Europa, tramite Mosler Deutschland, della MT900 GTR XX, versione stradale dell'auto da competizione di categoria FIA GT. L'auto ha carrozzeria in kevlar e telaio in fibra di carbonio, e monta un motore da 600 cavalli.